# PDF Annotator
PDF Annotator ist eine kommerzielle Anwendungssoftware zum Bearbeiten von PDF-Dateien mit Tablet PCs.

## Programm und Funktionen
Das Programm wurde zum Erstellen und Bearbeiten von PDF-Dateien mit einem Stift auf einem Tablet-PC entwickelt. Damit können PDF-Dateien wie gedruckte Dokumente mit Anmerkungen oder Markierungen per Stift versehen werden, Formulare oder Verträge ausgefüllt werden, oder auch Skizzen als PDF erstellt werden. Die Markierungen können auch wieder entfernt oder ausgeblendet werden.
Das Programm kann auch auf normalen Computern mit Maus und Tastatur bedient werden. Auf Tablet-PCs bietet es eine Alternative zu Microsoft Journal, das zwar bei Tablet-PC-Versionen von Windows als Notizprogramm häufig integriert ist, aber einen speziellen Betrachter von Microsoft benötigt, der auch nur für Windows verfügbar ist. PDF ist demgegenüber ein Format, welches plattformübergreifend und standardisiert ist. Das Programm besitzt auch eine Kameraintegration, mit der erstellte Fotos sofort in das PDF übernommen werden können.
Die mit PDF Annotator erstellten Markierungen sind nicht kompatibel zu Markierungen, die beispielsweise mit PDF XChange Viewer oder Adobe Acrobat erstellt wurden. Ein gemeinsames Bearbeiten von annotierten Dokumenten unter Verwendung anderer Software-Produkte als PDF Annotator ist daher nur mit Einschränkungen möglich.
PDF-Annotator hat 2004 beim Microsoft Tablet PC Contest Does Your Application Think in Ink? gewonnen.

## Rezeption
- Netzwelt schrieb 2011 über die Version 3, sei ein Werkzeug, mit dem sich selbst Einsteiger in PDF-Dokumenten nach Lust und Laune austoben können. Die Handhabung sei von der Bedienung so einfach wie eine Bildbearbeitung.[4]
- Die Gazette der Australian Mathematical Society empfahl das Tool, um studentische Arbeiten mit Markierungen zu versehen.[5]

## Alternativen
- Adobe Acrobat – ohne direkte Stiftunterstützung, aber Freihandzeichenfunktion
- PDF-XChange Viewer – kostenlose Version verfügbar
- Xournal++ – GPL-Alternative für handschriftliche Notizen auf PDFs